# Estação Ferroviária de Mortágua
A Estação Ferroviária de Mortágua (nome anteriormente grafado como "Mortagua"),, igualmente denominada de Vale de Açores, é uma interface da Linha da Beira Alta, que serve nominalmente a cidade de Mortágua, no Distrito de Viseu, em Portugal.

## Descrição

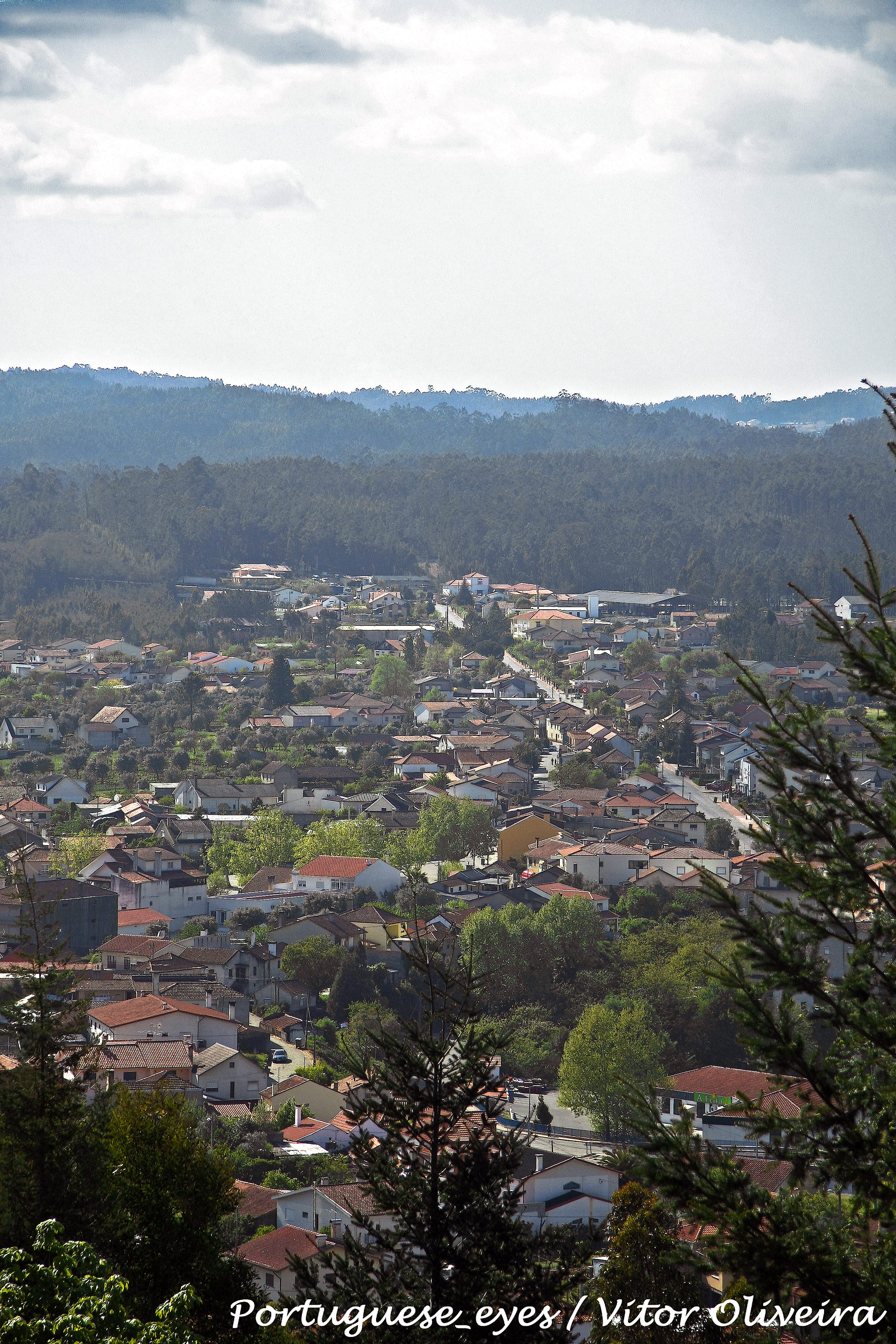
Panorâmica de Vale de Açores, em 2012.

### Localização e acessos
Esta interface situa-se na Rua da Estação, em Vale de Açores, 1,5 km a sudoeste do centro de Mortágua.

### Infraestrutura
Esta interface apresenta seis vias de circulação, identificadas como I, II, III, IV, A3+I, IIA+II, e IIIA+III, com comprimentos variando entre os 845 e 258 m, sendo as três primeiras acessíveis por plataformas com comprimentos de 335, 330, e 260 m, respetivamente, e de alturas respetivas de 45, 50, e 45 cm; existem ainda onze vias secundárias, numeradas sequencialmente de V a XV, das quais as cinco últimas (XI a XV) estão eletrificadas apenas nos primeiros 80 m, estando as restantes vias eletrificadas em toda a sua extensão. À data da inauguração, a superfície dos carris ao PK 73+5 situava-se à altitude de 942 dm acima do nível médio das águas do mar.
O edifício de passageiros situa-se do lado nordeste da via (lado esquerdo do sentido ascendente, a Vilar Formoso).

Situa-se junto a esta estação a substação de tração de Mortágua, contratada à C.P., que assegura aqui a eletrificação de parte da Linha da Beira Alta, entre as zonas neutras de Pampilhosa e de Oliveirinha; complementarmente existe também a zona neutra de Mortágua que divide em duas partes, isolando-as, o referido troço da rede alimentado por esta subestação.

### Serviços
Em dados de 2023, esta interface é frequentada por serviços da C.P. efetuados por via rodoviária com nove circulações diária em cada sentido, devido às obras de requalificação da Linha da Beira Alta, iniciadas em Abril de 2022 e cuja conclusão está prevista para 2024.[carece de fontes?]

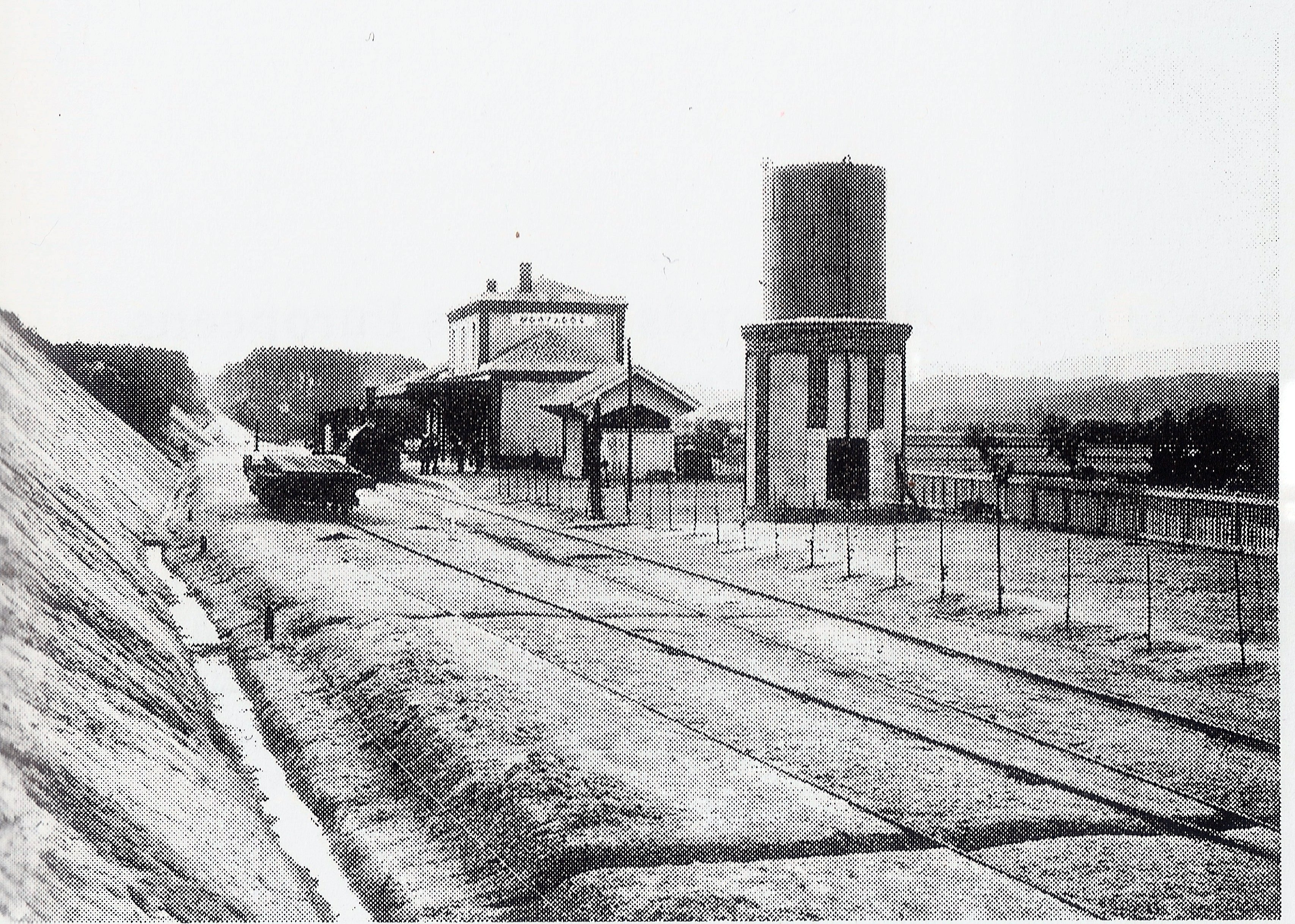
A estação de Mortágua em inícios do séc. XX.

## História
A Linha da Beira Alta entrou ao serviço de forma provisória no dia 1 de Julho de 1882, tendo a linha sido completamente inaugurada, entre a Figueira da Foz e a fronteira com Espanha, no dia 3 de Agosto do mesmo ano, pela Companhia dos Caminhos de Ferro Portugueses da Beira Alta.
Em 1933, as gruas foram substituídas por novas, de 200 mm, junto com as canalizações que as ligavam ao depósito de água. Em 1934, o chefe de estação foi premiado pela Companhia da Beira Alta, num concurso de ajardinamento das estações na Linha da Beira Alta.

Segundo dados oficiais publicados em Janeiro de 2011, a estação tinha duas vias de circulação, com 515 e 405 m de comprimento, enquanto que as plataformas tinham 375 e 351 m de extensão e 50 cm de altura. Esta configuração apresenta-se algo reduzida em comparação com a de décadas anteriores, mas estes foram valores mais tarde grandemente ampliados para os atuais.